# Васицки, Эрих
Эрих Васицки (нем. Erich Wasicky; 27 мая 1911, Вена, Австро-Венгрия — 28 мая 1947, Ландсбергская тюрьма) — гауптштурмфюрер СС, аптекарь концлагеря Маутхаузен, военный преступник. После войны на процессе по делу о преступлениях в концлагере Маутхаузен был приговорён к смертной казни и казнён.

## Биография
Эрих Васицки родился 27 мая 1911 года в Вене в семье Франца и Нины Васицки. Посещал народную и среднюю школу. В 1932 году окончил венскую гимназию, после чего изучал фармацевтику в университете Вены, получив в марте 1939 года степень магистра.
6 июля 1930 года вступил в НСДАП (билет № 197249). 31 марта 1933 года был зачислен в ряды СС (№ 298370). Васицки принадлежал к 11-му штандарту СС в Вене. В 1937 году вступил в 89-й штандарт СС и служил там в санитарной роте. 20 июня 1939 года женился на Герте Кольб, в браке с которой родилось трое детей. 25 января 1940 года был призван в войска СС и проходил военную подготовку в Брюнне. В мае 1940 года прибыл в главный санитарной лагерь СС в Берлине, где оставался до перевода в концлагерь Маутхаузен, где ему было поручено создать фармацевтический отдел. С июня 1940 по январь 1944 года занимал должность аптекаря концлагеря Маутхаузен. Во время службы в Маутхаузене участвовал в строительстве и эксплуатации газовой камеры, где применял для умерщвления газ Циклон-Б. В феврале 1946 года бывший главный врач лагеря Эдуард Кребсбах свидетельствовал, что аптекарь «сам вводил газ, используемый в газовой камере, и всегда сам приносил его на казни», а также «всегда сам проводил уничтожение заключенных при помощи газа». По распоряжению врача Кребсбаха, Васицки связывался с фирмой Антона Слупецки в Линце и получал 1 или 2 коробки, в которых находился газ Циклон Б, способный убить от 200 до 2000 человек. В 1942 году по приказу коменданта Франца Цирайса забрал с завода в Колин грузовой автомобиль с 2-3 тоннами Циклона-Б. По словам бывшего заключённого Франтишека Поправки, Васицки пытался испытывать на заключенных фармацевтические препараты.
С 25 февраля 1944 года работал в лазарете СС в Осере. С 15 ноября 1944 по 19 января 1945 года служил в 20-й пехотной дивизии СС. С 20 января 1945 года служил в пехотной бригаде СС. 1 марта 1945 года был демобилизован и вернулся к семье в Гозау. Когда летом 1945 года Васицки увидел свое имя в одной из газет в сообщении «о предсмертном признании» бывшего коменданта Маутхаузена Франца Цирайса, он 22 августа 1945 года явился в бюро корпуса контрразведки США в городе Бад-Ишль и заявил о том, что «его совесть абсолютна чиста, и ему нечего скрывать». Васицки был тут же арестован и помещён в лагерь для военнопленных в Голлинге, а потом в лагерь Глазенбах. В феврале 1946 года был доставлен в Дахау, где предстал перед американским военным трибуналом, рассматривавшем преступления в концлагере Маутхаузен. 13 мая 1946 года был приговорён к смертной казни через повешение. Сам Васицки не признал себя виновным. Его жена Герта подала прошение о помиловании, которое было отклонено. 28 мая 1947 года приговор был приведён в исполнение в Ландсбергской тюрьме.